# In Harm's Way
In Harm's Way (bra: A Primeira Vitória) é um filme épico estadunidense de 1965, do gênero drama de guerra, dirigido por Otto Preminger e com roteiro baseado em romance de James Bassett. Descreve as vidas de diversos oficiais da Marinha dos Estados Unidos e de suas esposas e interesse românticos enquanto baseados no Hawaii no início do envolvimento do país na Segunda Guerra Mundial, indo até a Campanha do Guadalcanal, ponto de partida da vitória dos aliados na Guerra do Pacífico. Foi o último filme em preto e branco de John Wayne, diagnosticado com câncer nos pulmões logo após as filmagens. Musica de Jerry Goldsmith e design dos créditos de Saul Bass, que aparecem ao final do filme e não na abertura, contrariando o costume das produções de Hollywood.
O título original do filme é uma frase derivada de uma citação atribuída a  John Paul Jones, herói naval americano da Guerra da Independência do seu país: "I wish to have no connection with any ship that does not sail fast, for I intend to go in harm's way." (Em tradução livre: "Não desejo navegar ou comandar barcos lentos, pois minha intenção é seguir pelo caminho do perigo").

## Sinopse
Em 1941, os oficiais Torrey e Eddington estão a bordo de um navio que investiga rumores de um submarino japonês nas águas próximas de Pearl Harbour, quando os inimigos desferem seu violento bombardeio. Como um dos poucos navios americanos que escaparam do ataque, sua tripulação recebe ordens de descobrir onde está a frota que trouxe os aviões e que os reabastecerá. Torrey está com pouco combustível, mas ao ler as ordens e entender que é uma missão "suicida", deixa de navegar em zigue-zague e vai em linha reta ao provável ponto onde estão os inimigos, a fim de economizar combustível. O navio é bombardeado e Torrey fica ferido, mas consegue retornar ao porto, com o navio rebocado pelo do tenente McConnell. Enquanto isso, a mulher de Eddington é morta no bombardeio, o que o abala profundamente e o leva a pedir transferência de seu posto. Torrey fica bastante tempo afastado de qualquer comando, acusado de ter "desobedecido" as regras e também se curando de seu ferimento com a ajuda da enfermeira Maggie. Quando as operações em Guadalcanal se complicam, ele é chamado para substituir o relutante Almirante Broderick. No novo comando ele reencontra Maggie e também o seu filho Jeremiah, que não via desde criança e que agora é um jovem oficial da Marinha. 

## Elenco
- John Wayne.... capitão e depois contra-almirante Rockwell Torrey, comandante da Operação "Skyhook"
- Kirk Douglas.... comandante Paul Eddington Jr., amigo de Torrey, emocionalmente abalado por causa da esposa infiel
- Patricia Neal.... tenente Maggie Haynes, enfermeira que se envolve romanticamente com Torrey
- Tom Tryon.... Mac McConnell, tenente depois capitão, valoroso oficial da Marinha
- Paula Prentiss.... Beverly McConnell, esposa de Mac, age como vigia civil da Marinha
- Brandon De Wilde.... Jeremiah 'Jere' Torrey, jovem filho do capitão Torrey e que mantém uma relação difícil com ele, devido ao divórcio de seus pais quando tinha quatro anos.
- Jill Haworth.... Annalee Dorne, namorada de Jeremiah que mantém um caso com Eddington
- Stanley Holloway.... Clayton Canfil, plantador australiano que ajuda os aliados a reconhecerem o terreno das ilhas invadidas pelos japoneses
- Burgess Meredith.... comandante Egan Powell, oficial da Inteligência e roteirista de Hollywood, grande amigo de Torrey
- Franchot Tone.... Kimmel, comandante da frota americana atacada em Pearl Harbor
- Carroll O'Connor.... tenente depois capitão Burke, um dos oficiais de Torrey
- Barbara Bouchet...Liz Eddington, esposa infiel de Paul Eddington
- Patrick O'Neal...Neal Owynn, Relações públicas do Almirante Broderick, tenta manter aquele comandante informado sobre os planos de Torrey, o verdadeiro chefe das operações
- Dana Andrews...Almirante B. T. "Blackjack" Broderick, comandante relutante dos aliados no Sudoeste do Pacífico, substituído no comando por Torrey
- Henry Fonda...Almirante Chester Nimitz, comandante-em-chefe dos Aliados durante o resto da guerra
- Slim Pickens...Chefe Petty, tripulante
- George Kennedy...Tentente-coronel Gregory, comandante do batalhão de paraquedistas
- Larry Hagman...Tenente Cline, Oficial de comunicações
- Hugh O'Brian (não creditado)...Major da Força Aérea Americana e amante de Liz Eddington
- Jerry Goldsmith (não creditado)...pianista

## Principais prêmios e indicações
Oscar 1966 (EUA)
- Indicado na categoria de melhor fotografia em preto e branco (Loyal Griggs).

BAFTA 1966 (Reino Unido)
- Vence na categoria de melhor atriz estrangeira (Patricia Neal).